# Småskärsudden
Småskärsudden är en udde och färjeläge på nordöstra Ljusterö i Österåkers kommun, Stockholms län. Udden utgör det östra fästet för Ljusteröleden, en bilfärjeled som förbinder Ljusterö med fastlandet vid Östanå.

## Färjetrafik
Färjeleden drivs av Trafikverket Färjerederiet och trafikeras året runt. Överfarten tar cirka 7 minuter och är avgiftsfri. Färjan går med cirka 20 minuters intervall dagtid, och en gång i timmen nattetid.

## Området
Småskärsudden omges av skärgårdsnatur med hällmarker och tallskog. I närheten finns vandringsleder och fritidsbebyggelse. Området ligger några kilometer från Ljusterö Torg, där samhällsservice finns.